# Gare de Tournai
Ne doit pas être confondu avec Gare de Tournay.
La gare de Tournai est une gare ferroviaire belge de la ligne 94, de Hal à Froyennes (frontière), située à proximité du centre de la ville de Tournai dans la province de Hainaut en Région wallonne.
Elle est mise en service en 1842. C'est une gare de la Société nationale des chemins de fer belges (SNCB) desservie par des trains InterCity (IC), Omnibus (L) et d'Heure de pointe (P).

## Situation ferroviaire
Établie à 22 m d'altitude, la gare de Tournai est située au point kilométrique (PK) 60,3 de la ligne 94, de Hal à Froyennes (frontière), entre les gares ouvertes de Leuze et de Froyennes. Gare de bifurcation, elle est l'aboutissement de la ligne 78, de Saint-Ghislain à Tournai après la gare d'Antoing. Elle était également l'origine des lignes 87 vers Renaix et 88A vers Nomain.

## Histoire

### La première gare
Le premier train arriva à Tournai le 24 janvier 1842, lorsque les Chemins de fer de l’État belge inaugurent l'embranchement de Mouscron à Tournai. Le premier bâtiment de style néo-classique construit par Auguste Payen et datant des années 1840 a été mis en service le 24 octobre 1842[réf. nécessaire].
La première gare de Tournai était installée près du pont des Trous, sur le quai de l'Arsenal (actuel quai Andreï Sakharov) au-delà de ce pont. Elle comportait quelques voies, la plupart fort courtes et un atelier de réparation de locomotives juste au pied du pont.
Dès 1865, cette petite gare en impasse, n'offrant plus de possibilités d'agrandissement, doit être déplacée comme le décrète l'arrêté royal du 26 décembre 1865 ; les travaux prirent plusieurs années. À cette époque, seules les lignes venant de Mouscron et d’Ath existent (cette dernière est alors implantée plus au nord que son tracé actuel) ; le 1er décembre 1865, la ligne vers Lille est à son tour mise en service et, le 16 décembre 1866, la mise en service de la section de Ath à Hal permet de faire circuler des trains directs entre Bruxelles, Tournai et Lille.
Après une trentaine d'années de service, le bâtiment d'Auguste Payen est démonté. Il sera d'abord envisagé de le reconstruire à Ottignies, qui nécessitait une nouvelle gare, mais il fut finalement reconstruit à Leuze-en-Hainaut pour servir également de gare. En 1888, les anciens terrains sur les quais de l'Escaut perdent définitivement toute vocation ferroviaire.

### La seconde gare

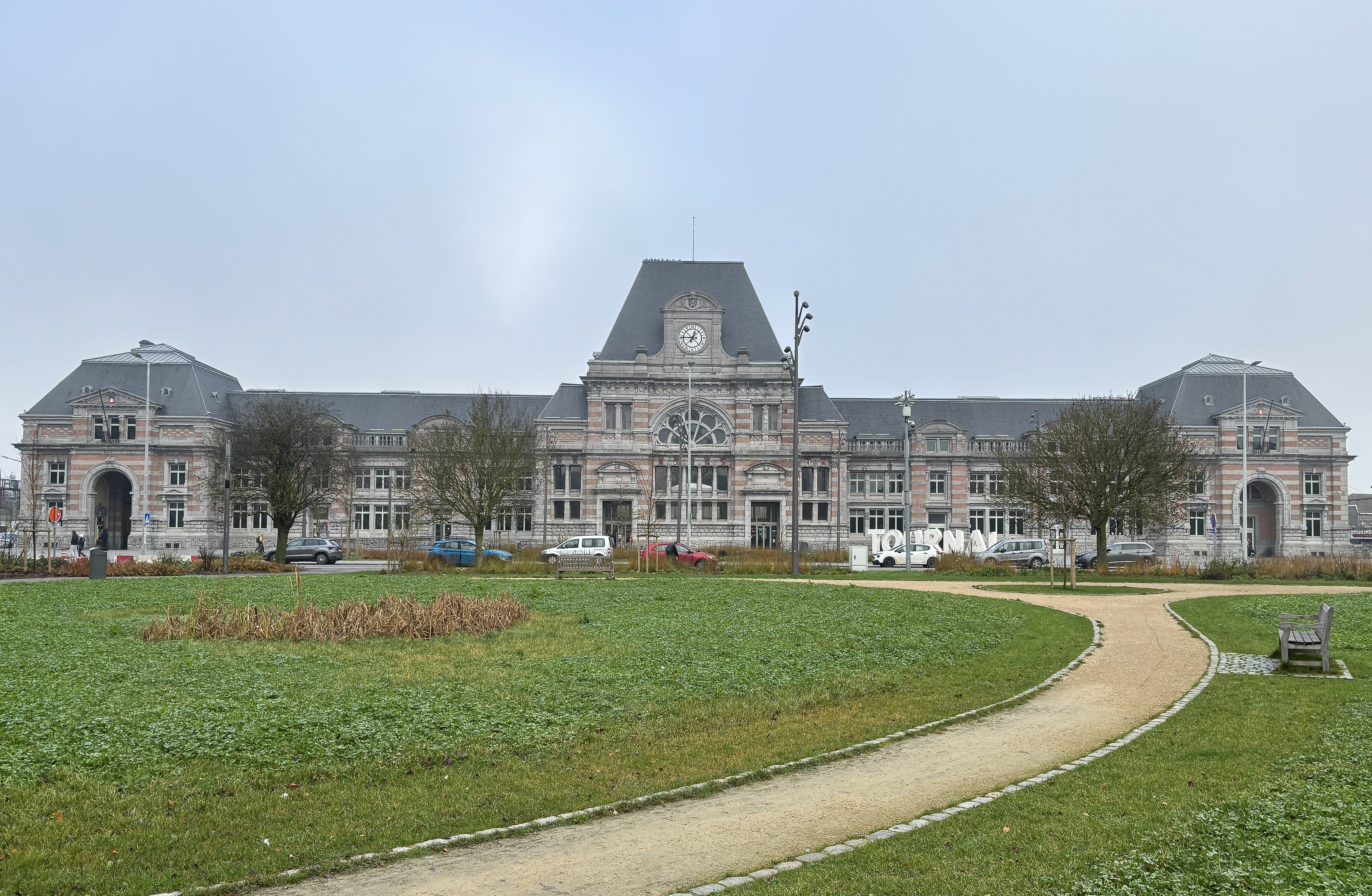
Vue d'ensemble en 2024.

Le nouvel emplacement, rendu possible par la démolition des remparts coïncide avec le comblement de la "petite rivière" qui longeait les remparts à cet endroit. Le quartier fut urbanisé dans les années 1870, alors que les installations de la gare déménageaient vers cet emplacement.
L'actuel bâtiment fut dessiné par Henri Beyaert et construit de 1874 à 1879. Il comprenait à l'origine une grande verrière couvrant l'entièreté des quais. La gare des marchandises située dans un bâtiment à part, comprenant un entrepôt pour les douanes, construite dans le style d'une halle aux draps flamands du Moyen Âge tardif. Celui-ci et la verrière furent gravement endommagés durant la Seconde Guerre mondiale ne furent pas reconstruits. Le bâtiment de la poste, qui existe toujours, est également construit en style néo-flamand.

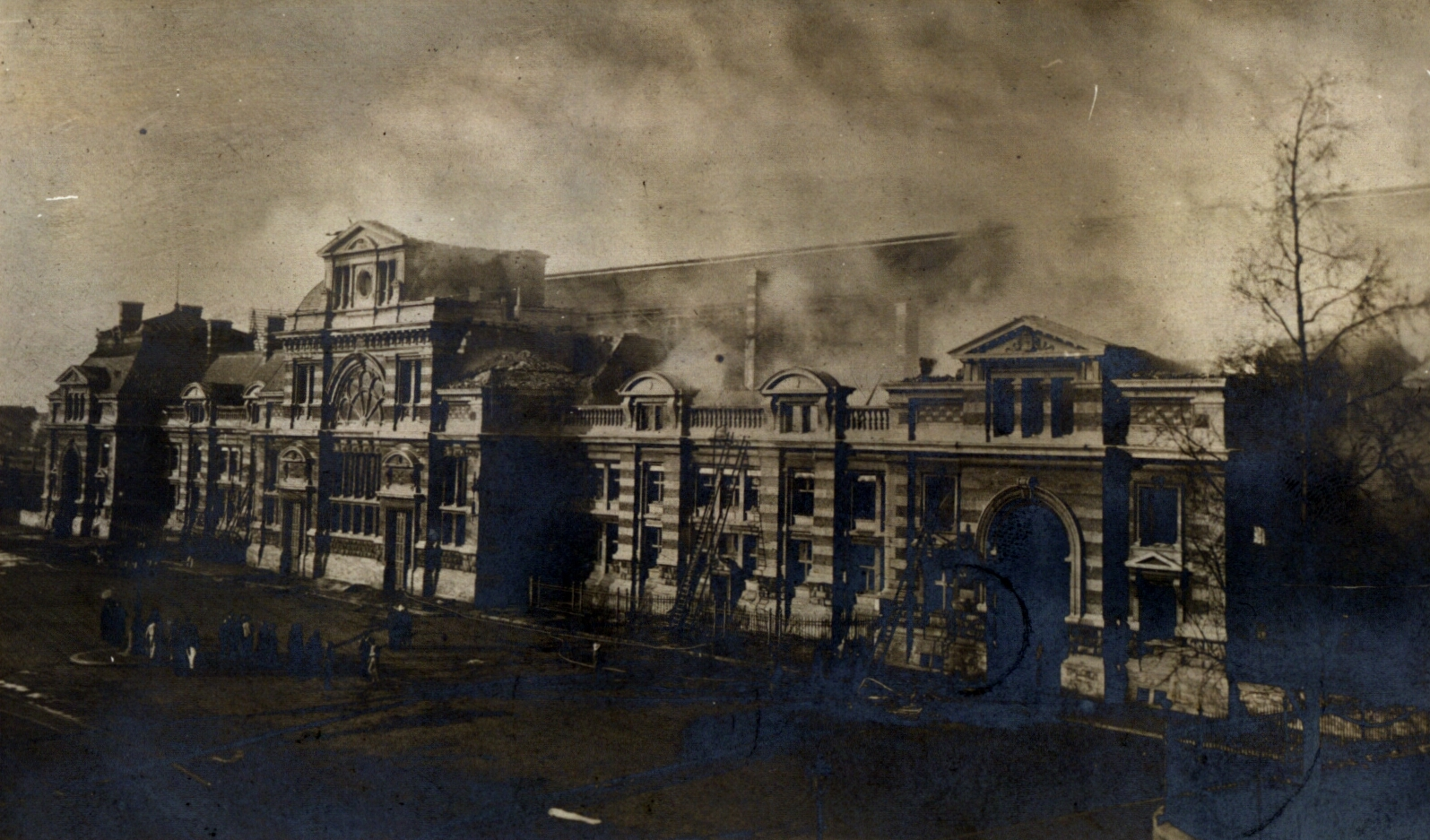
Incendie à la gare, le 5 mars 1912.

Le bâtiment principal a subi un grave incendie accidentel en 1912; selon un journal, "Un incendie a complètemnt [sic] détruit le bureau central des téléphones et télégraphes, ainsi que le dôme central et la salle d'attente de deuxième classe de la gare. Les dégâts sont très importants. Le service téléphonique est complètement interrompu. Deux pompiers ont été gravement blessées."  "Le feu a pris, par suite d'un court-circuit dans la salle des téléphones et s'est développé rapidement. Les chevalets téléphoniques se sont effondrés et toutes les communications ont été interrompues. Quelques appareils télégraphiques sont sauvés. Presque toutes les archives du chemin de fer, des postes, des télégraphes et des téléphones sont détruites." 
La gare échappa aux nombreuses destructions causées par les Allemands en 1918 lors de leur retraite. Elle fut aussi relativement épargnée par les bombardements allemands du 16 mai 1940, mais sera malheureusement pratiquement détruite en 1944 par plusieurs raids aériens alliés, visant les installations ferroviaires, dans le cadre de l'opération Fortitude.
Cas pratiquement unique dans l'histoire des chemins de fer belges, on opta pour une reconstruction à l'identique du bâtiment de 1879 dont la disposition intérieure fut cependant modernisée. La gare, dont les travaux furent terminés en 1953, est dépourvue de marquise ; en outre, la tour centrale et les toitures ont un aspect légèrement différent.

## Service des voyageurs

### Accueil
Gare SNCB, elle dispose d'un bâtiment voyageurs, avec guichets, ouvert tous les jours. Des aménagements, équipements et services sont à la disposition des personnes à la mobilité réduite.

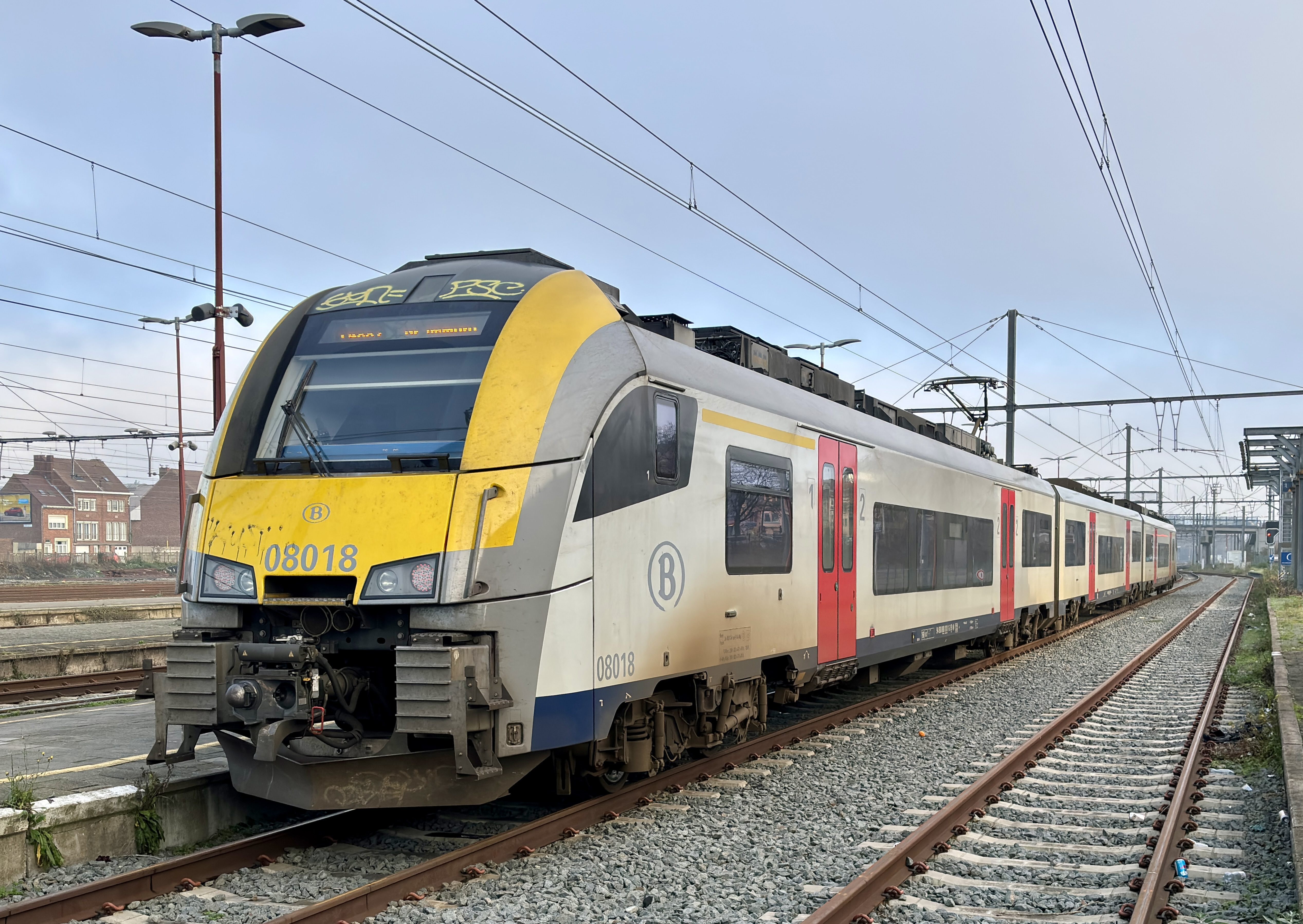
Train L à destination de Grammont en décembre 2024.

### Desserte
Tournai est desservie par des trains InterCity (IC), Omnibus (L) et d'Heure de pointe (P) de la SNCB, qui effectuent des missions sur les lignes 94 (Bruxelles - Hal - Mouscron), 78 (Mons - Tournai - Lille-Flandres) (voir brochures SNCB en lien externe).
En semaine, la desserte comprend :
- des trains IC-19 entre Lille-Flandres et Tournai ainsi que Courtrai et Tournai, certains repartent ensuite vers Namur via Mons et Charleroi-Central ;
- des trains IC-06 entre Tournai et Bruxelles-Aéroport-Zaventem ;
- des trains IC-26 entre Mouscron et Saint-Nicolas ;
- des trains L entre Tournai, Mons et Quévy (quelques-uns prolongés entre Tournai et Mouscron) ;
- des trains P entre Mouscron et Tournai ;
- des trains P entre Mouscron et Schaerbeek ;
- des trains IC-18 de Tournai à Liège-Guillemins via Bruxelles et Namur (deux par jour dans chaque sens) ;
- des trains P vers Mons.

Les week-ends et jours fériés, il n'existe que des trains IC :
- IC-06 entre Tournai et Bruxelles-National-Aéroport ;
- IC-14 entre Mouscron et Liers (via Charleroi-Central, Namur et Liège) ;
- IC-19 entre Lille-Flandres et Tournai.

Le dimanche, en période scolaire, un unique train P relie Mouscron à Louvain-la-Neuve.

### Intermodalité
Un parc pour les vélos et un parking pour les véhicules y sont aménagés. Des bus desservent la gare.

## Comptage voyageurs
Ce graphique et tableau montre le nombre de voyageurs embarquant en moyenne durant la semaine, le samedi et le dimanche.
| Nombre de passagers qui embarquent à la gare de Tournai | Nombre de passagers qui embarquent à la gare de Tournai | Nombre de passagers qui embarquent à la gare de Tournai | Nombre de passagers qui embarquent à la gare de Tournai |
|                                                         | Semaine                                                 | Samedi                                                  | Dimanche                                                |
| ------------------------------------------------------- | ------------------------------------------------------- | ------------------------------------------------------- | ------------------------------------------------------- |
| 1977                                                    | 5 175                                                   | 1 544                                                   | 1 758                                                   |
| 1978                                                    | 5 443                                                   | 1 493                                                   | 1 812                                                   |
| 1979                                                    | 5 642                                                   | 1 570                                                   | 1 920                                                   |
| 1980                                                    | 5 000                                                   | 1 344                                                   | 1 336                                                   |
| 1981                                                    | 4 692                                                   | 1 358                                                   | 2 067                                                   |
| 1982                                                    | 4 558                                                   | 1 319                                                   | 1 612                                                   |
| 1983                                                    | 4 731                                                   | 1 381                                                   | 1 698                                                   |
| 1984                                                    | 5 216                                                   | 1 442                                                   | 1 814                                                   |
| 1985                                                    | 4 999                                                   | 1 357                                                   | 1 546                                                   |
| 1986                                                    | 5 494                                                   | 1 408                                                   | 1 682                                                   |
| 1987                                                    | 6 804                                                   | 1 875                                                   | 1 970                                                   |
| 1988                                                    | 6 637                                                   | 1 709                                                   | 2 111                                                   |
| 1989                                                    | 5 782                                                   | 1 496                                                   | 2 021                                                   |
| 1990                                                    | 5 577                                                   | 1 753                                                   | 2 677                                                   |
| 1991                                                    | 6 165                                                   | 2 100                                                   | 2 885                                                   |
| 1992                                                    | 5 642                                                   | 1 772                                                   | 2 699                                                   |
| 1993                                                    | 7 630                                                   | 1 352                                                   | 2 217                                                   |
| 1994                                                    | 5 231                                                   | 1 867                                                   | 2 018                                                   |
| 1995                                                    | 5 314                                                   | 1 860                                                   | 2 457                                                   |
| 1996                                                    | 5 971                                                   | 1 343                                                   | -                                                       |
| 1997                                                    | 5 822                                                   | 1 953                                                   | -                                                       |
| 1998                                                    | 6 277                                                   | 1 476                                                   | 2 142                                                   |
| 1999                                                    | 5 226                                                   | 1 426                                                   | 1 920                                                   |
| 2000                                                    | 6 184                                                   | 1 608                                                   | 2 384                                                   |
| 2001                                                    | 5 987                                                   | 1 754                                                   | 2 308                                                   |
| 2002                                                    | 5 938                                                   | 1 686                                                   | 2 460                                                   |
| 2003                                                    | 6 056                                                   | 1 467                                                   | 2 180                                                   |
| 2004                                                    | 6 109                                                   | 1 792                                                   | 2 610                                                   |
| 2005                                                    | 5 957                                                   | 1 778                                                   | 2 379                                                   |
| 2006                                                    | 6 802                                                   | 1 956                                                   | 2 562                                                   |
| 2007                                                    | 7 076                                                   | 2 258                                                   | 2 442                                                   |
| 2008                                                    | -                                                       | -                                                       | -                                                       |
| 2009                                                    | 6 884                                                   | 1 617                                                   | 1 909                                                   |
| 2010                                                    | -                                                       | -                                                       | -                                                       |
| 2011                                                    | -                                                       | -                                                       | -                                                       |
| 2012                                                    | 7 081                                                   | 1 948                                                   | 3 008                                                   |
| 2013                                                    | 4 785                                                   | 1 427                                                   | 1 932                                                   |
| 2014                                                    | 7 001                                                   | 2 356                                                   | 2 810                                                   |
| 2015                                                    | 6 395                                                   | 1 801                                                   | 1 944                                                   |
| 2016                                                    | 5 912                                                   | 1 554                                                   | 2 028                                                   |
| 2017                                                    | 7 017                                                   | 2 019                                                   | 2 195                                                   |
| 2018                                                    | 6 455                                                   | 1 535                                                   | 1 728                                                   |
| 2019                                                    | 6 316                                                   | 2 478                                                   | 2 089                                                   |
| 2020                                                    | 4 243                                                   | 1 365                                                   | 1 254                                                   |
| 2021                                                    | -                                                       | -                                                       | -                                                       |
| 2022                                                    | 6 114                                                   | 2 706                                                   | 2 725                                                   |
| 2023                                                    | 6 428                                                   | 2 073                                                   | 2 447                                                   |
| 2024                                                    | 6 887                                                   | 2 507                                                   | 2 893                                                   |

## Galerie de photographies

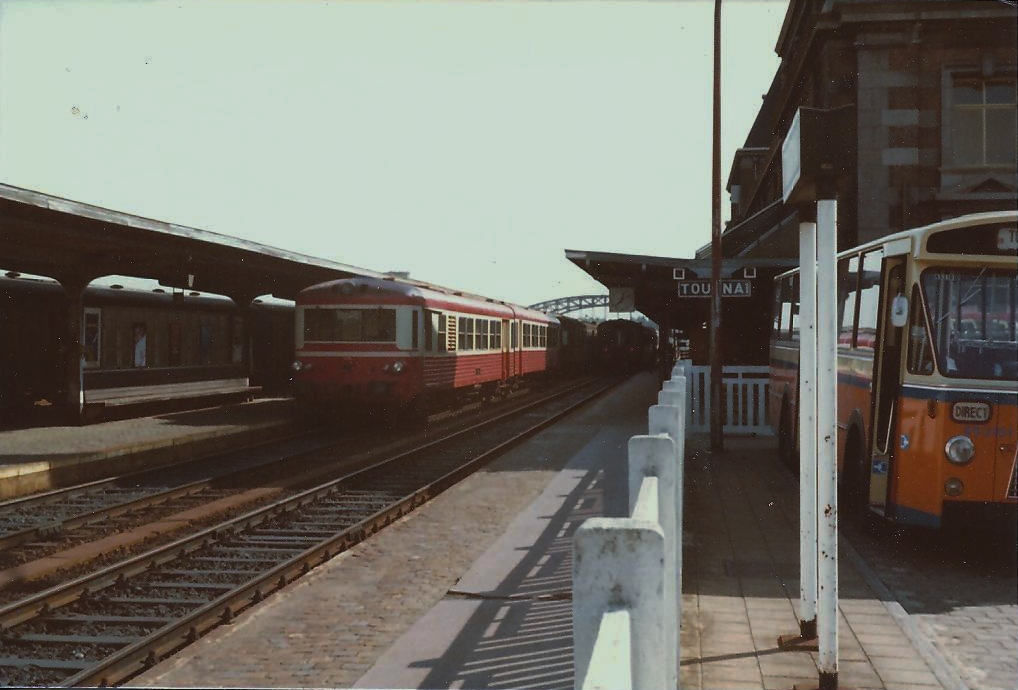
Intérieur en 1979
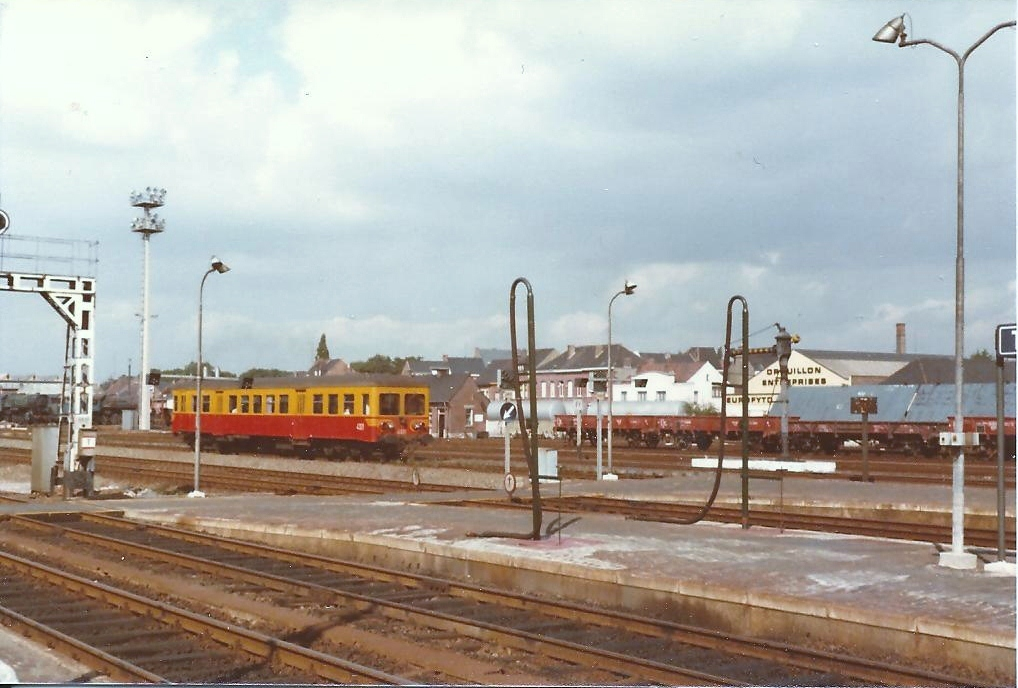
Intérieur et Autorail en 1979
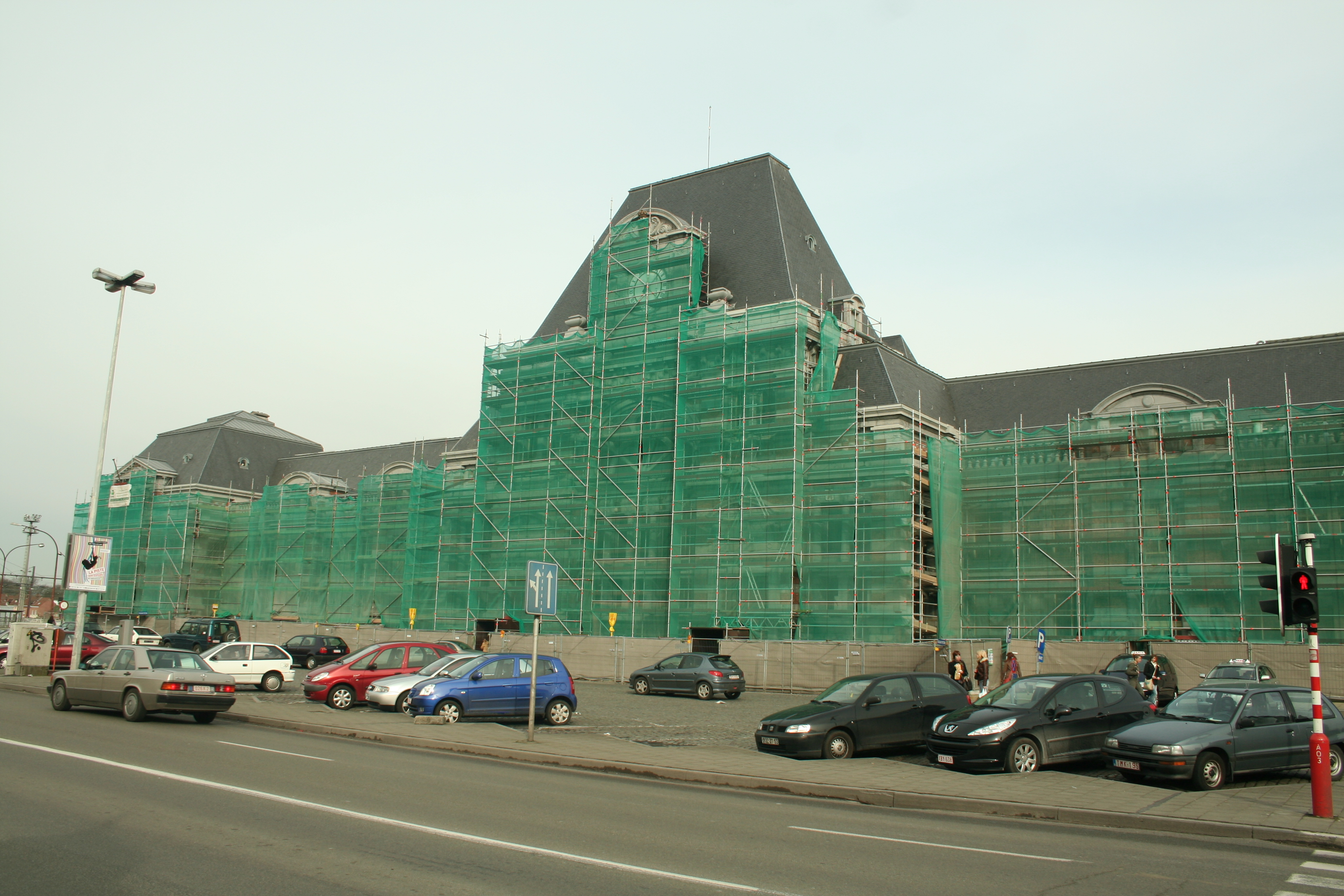
Bâtiment voyageurs en travaux (2007)

## Traduction
- (en) Cet article est partiellement ou en totalité issu de l’article de Wikipédia en anglais intitulé « Tournai railway station » (voir la liste des auteurs).